# Савва Ишхнели
Савва (Саба) Ишхнели (груз. საბა იშხნელი, IX век) — выдающийся грузинский церковный деятель, епископ Ишханский, почитаемый как святой, с памятью 5 октября.

## Биография
Савва Ишхнели был двоюродным братом и сподвижником известного Григория Хандзтели. Их пути пересеклись в Опизе, где они проживали вместе, затем оба пребывали в Хандзтском монастыре. Вместе отправились в Константинополь, где посетили различные церковные центры Византии с целью изучения монашеских правил и принятия опыта. По возвращении в Грузию, Савва Ишхнели осел в Ишхани. После восстановления Ишханского епархии был первым епископом данной епархии. Его жизненная позиция была нацелена на поддержание связи между церковью и государством, а также на укрепление авторитета церкви в обществе.
Предполагается, что, помимо служения в церковной сфере, Савва Ишхнели также занимался литературно-переводческой деятельностью.